# Pendé
Pendé (picardisch: Pinda) ist eine nordfranzösische Gemeinde mit 1.035 Einwohnern (Stand 1. Januar 2022) im Département Somme in der Region Hauts-de-France. Die Gemeinde liegt im Arrondissement Abbeville und ist Teil des Kantons Friville-Escarbotin.

## Geographie
Das Zentrum der ausgedehnten Gemeinde im Quellbareich des Bachs Amboise, die im Norden an die Somme-Bucht, das Ästuar der Somme, grenzt, liegt rund fünf Kilometer westsüdwestlich von Saint-Valery-sur-Somme. Durch das Gemeindegebiet verläuft die Meterspurbahnstrecke des Chemin de Fer de la Baie de Somme von Noyelles-sur-Mer nach Cayeux-sur-Mer verläuft durch die Gemeinde. Zu Pendé gehören die Weiler Sallenelle und Routhiauville im Norden, das mit Pendé zusammengewachsene Le Petit Pendé und Tilloy im Süden. Das Gemeindegebiet liegt im Regionalen Naturpark Baie de Somme Picardie Maritime.

## Einwohner
| 1962 | 1968 | 1975 | 1982 | 1990 | 1999 | 2006 | 2011 |
| ---- | ---- | ---- | ---- | ---- | ---- | ---- | ---- |
| 1104 | 1099 | 1052 | 1043 | 1055 | 980  | 1101 | 1135 |

## Sehenswürdigkeiten

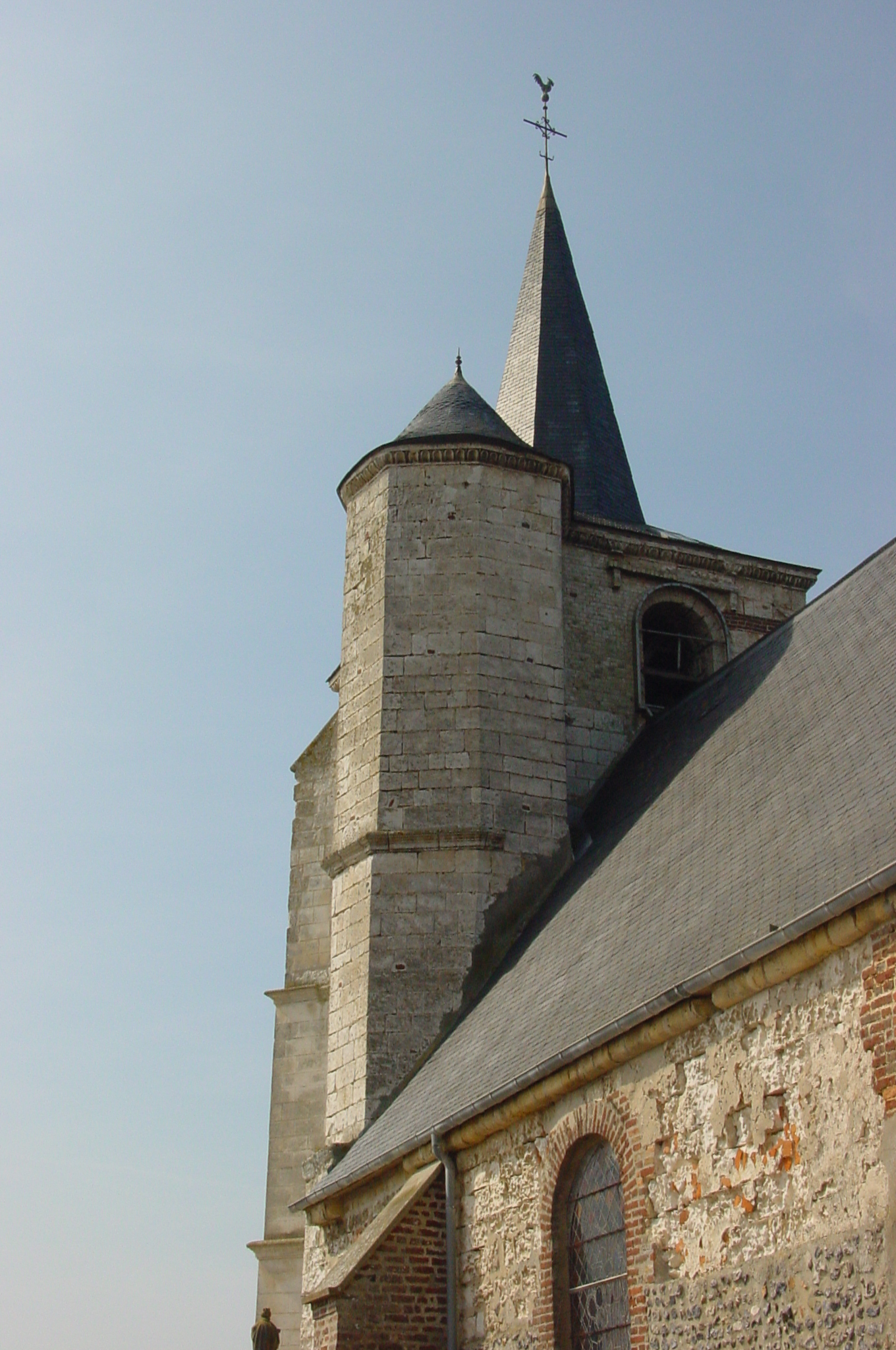
Turm der Kirche Saint-Martin

- Kirche Saint-Martin aus dem 16. Jahrhundert, 1926 als Monument historique eingetragen.[1][2]